# These Streets
These Streets é o álbum de estreia do cantor e compositor escocês Paolo Nutini, lançado em 17 de julho de 2006 pela Atlantic Records.

## Singles
"Last Request" foi lançada como primeiro single do disco em 3 de julho de 2006. Situou-se na quinta colocação da parada padrão inglesa e no número oito da irlandesa publicada pela Irish Recorded Music Association (IRMA). Alcançou ainda as quarenta primeiras posições das paradas da Áustria, Bélgica, Dinamarca, França e Itália. Mais três faixas foram lançadas como singles: "Jenny Don't Be Hasty", "Rewind" e "New Shoes", respectivamente. "Last Request" recebeu certificado de ouro pela British Phonographic Industry (BPI), enquanto "Jenny Don't Be Hasty" e "New Shoes" foram certificadas de prata.

## Lista de faixas
| N.º | Título                 | Compositor(es)                        | Duração |  |
| 1.  | "Jenny Don't Be Hasty" | Paolo Nutini, Jimmy Hogarth           | 3:29    |  |
| 2.  | "Last Request"         | Nutini, Jim Duguid, Matty Benbrook    | 3:41    |  |
| 3.  | "Rewind"               | Nutini, Duguid                        | 4:19    |  |
| 4.  | "Million Faces"        | Nutini, Benbrook, Pauline Taylor      | 3:41    |  |
| 5.  | "These Streets"        | Nutini, Pete Wilkinson, Sarah Erasmus | 3:53    |  |
| 6.  | "New Shoes"            | Nutini, Benbrook, Duguid              | 3:21    |  |
| 7.  | "White Lies"           | Nutini, John Fortis                   | 4:00    |  |
| 8.  | "Loving You"           | Nutini, Duguid, Chris Leonard         | 4:00    |  |
| 9.  | "Autumn"               | Nutini, Duguid                        | 2:50    |  |
| 10. | "Alloway Grove"        | Nutini, Rollo Armstrong               | 14:12   |  |

| French Edition Bonus Tracks |                                       |         |  |
| N.º                         | Título                                | Duração |  |
| 11.                         | "No No No"                            | 3:45    |  |
| 12.                         | "Sugar Man"                           | 2:06    |  |
| 13.                         | "Caledonia" (Live at Garage, Glasgow) | 4:00    |  |

| Live in Concert Version Bonus Tracks |                                                       |         |  |
| N.º                                  | Título                                                | Duração |  |
| 11.                                  | "Last Request" (Live from Kentish Town Forum)         | 3:45    |  |
| 12.                                  | "Rewind" (Live from Kentish Town Forum)               | 5:01    |  |
| 13.                                  | "Jenny Don't Be Hasty" (Live from Kentish Town Forum) | 5:08    |  |
| 14.                                  | "New Shoes" (Live from Kentish Town Forum)            | 4:09    |  |
| 15.                                  | "Rainbows" (Live from Kentish Town Forum)             | 4:30    |  |

| Festival Edition Disc 2 (recorded live at the Isle of Wight Festival 2007) |                                    |                                       |         |  |
| N.º                                                                        | Título                             | Compositor(es)                        | Duração |  |
| 1.                                                                         | "Alloway Grove"                    | Nutini, Rollo Armstrong               | 4:25    |  |
| 2.                                                                         | "New Shoes"                        | Nutini, Benbrook, Duguid              | 4:04    |  |
| 3.                                                                         | "Rewind"                           | Nutini, Duguid                        | 4:34    |  |
| 4.                                                                         | "These Streets"                    | Nutini, Wilkinson, Erasmus            | 3:38    |  |
| 5.                                                                         | "Troubled So Hard (Natural Blues)" | Moby, Vera Hall                       |         |  |
| 6.                                                                         | "Last Request"                     | Nutini, Duguid, Benbrook              | 4:09    |  |
| 7.                                                                         | "I Want To Be Like You"            | Robert B. Sherman, Richard M. Sherman | 2:36    |  |
| 8.                                                                         | "Jenny Don't Be Hasty"             | Nutini, Hogarth                       |         |  |

## Desempenho nas tabelas musicais
| País/Tabela musical (2006–2010)           | Melhor posição |
| ----------------------------------------- | -------------- |
| Austrália (Australian Albums Chart)       | 16             |
| Áustria (Austrian Albums Chart)           | 23             |
| Bélgica (Belgian Albums Chart) (Wallonia) | 26             |
| Dinamarca (Danish Albums Chart)           | 18             |
| Países Baixos (Dutch Albums Chart)        | 17             |
| França (French Albums Chart)              | 19             |
| Alemanha German Albums Chart              | 28             |
| Itália (Italian Albums Chart)             | 37             |
| Irlanda (Irish Albums Chart)              | 12             |
| Noruega (Norwegian Albums Chart)          | 14             |
| Suécia (Swedish Albums Chart)             | 24             |
| Suíça (Swiss Albums Chart)                | 19             |
| Reino Unido (UK Albums Chart)             | 3              |
| Estados Unidos (Billboard 200)            | 48             |
| Estados Unidos (Billboard Rock Albums)    | 12             |

| País        | Provedor | Certificação |
| ----------- | -------- | ------------ |
| França      | SNEP     | Ouro         |
| Irlanda     | IRMA     | 2× Platina   |
| Itália      | FIMI     | Ouro         |
| Reino Unido | BPI      | 5× Platina   |
| Suíça       | IFPI     | Platina      |

## Histórico de lançamento
| País           | Data                   | Formato              | Gravadora |
| -------------- | ---------------------- | -------------------- | --------- |
| Reino Unido    | 17 de julho de 2006    | CD, download digital | Atlantic  |
| Itália         | 29 de setembro de 2006 | CD, download digital | Atlantic  |
| Estados Unidos | 30 de janeiro de 2007  | CD, download digital | Atlantic  |